# Глубоково (остановочный пункт)
Глубо́ково — остановочный пункт Горьковского направления Московской ЖД в Петушинском районе Владимирской области.
Названа по деревне Глубоково, расположенной вблизи остановочного пункта, к северу от него. Рядом, с южной стороны находится посёлок Луговой. Также рядом расположен Глубоковский карьер.
Состоит из двух платформ, соединённых только настилом через пути. Не оборудована турникетами.
Время движения от Курского вокзала составляет примерно 2 часа.